# Шевченко, Александр Александрович (генерал)
Алекса́ндр Алекса́ндрович Шевче́нко (род. 20 февраля 1967, Потсдам, ГДР) — российский военачальник, генерал-лейтенант запаса. Начальник Главного автобронетанкового управления Министерства обороны Российской Федерации (2009—2019). Заместитель генерального директора ПАО «КамАЗ» с апреля 2019 года.

## Биография
Родился 20 февраля 1967 года в Потсдаме, Германская Демократическая Республика.
В 1989 году окончил Киевское высшее танковое инженерное училище.
С 1989 года по 1993 год служил в Западной группе войск, занимал должности инженера технической части отдельного ремонтно-восстановительного батальона, заместителя командира гаубичного самоходного артиллерийского дивизиона артиллерийского полка танковой дивизии.
В 1996 году окончил инженерный факультет Военной академии бронетанковых войск.
После окончания учёбы был назначен начальником бронетанковой службы мотострелковой бригады, заместителем командира по вооружению – начальником технической части мотострелкового полка, затем заместителем командира по вооружению — начальником технической части мотострелковой дивизии (Северо-Кавказский военный округ).
В 2004 году окончил Военную академию Генштаба.
До июля 2009 года занимал должности начальника вооружения — заместителя командующего армией по вооружению (Московский военный округ), начальника управления эксплуатации, ремонта и утилизации вооружения и военной техники Главного управления вооружения Вооруженных Сил.
С июля 2009 года по апрель 2019 года — начальника Главного автобронетанкового управления Минобороны России. Уволен в запас в апреле 2019 года.
С апреля 2019 года — заместитель генерального директора ПАО «КамАЗ» по специальным проектам.

## Награды
- Орден «За военные заслуги»
- Медаль ордена «За заслуги перед Отечеством» I степени степени
- Медаль ордена «За заслуги перед Отечеством» II степени степени
- Медали РФ